# Джекобс, Чарльз (легкоатлет)
Чарльз Шерман Джекобс (англ. Charles Sherman Jacobs; 18 февраля 1886, Мэдисон, Южная Дакота — 21 февраля 1971, Детройт, Мичиган) — американский легкоатлет, призёр летних Олимпийских игр 1908 года.
На Играх 1908 года в Лондоне Джекобс соревновался в прыжке с шестом и разделил третье место с результатом 3,58 м.